# Висновок 2/13
Висновок 2/13 (2014) (англ. Opinion 2/13 (2014)) — це судова справа ЄС, визначена Європейським судом, стосовно приєднання Європейського Союзу до Європейської конвенції з прав людини та, у більш загальному плані, відносин між Європейським судом та Європейським судом Права людини.

## Факти
У 2014 році Європейська комісія запитала суд Європейського суду, чи, на її думку, проект угоди між Європейським Союзом і Радою Європи про приєднання ЄС до Європейської конвенції з прав людини сумісний з Договорами.

## Висновок суду
Суд постановив, що ЄС не може приєднатися до ЄКПЛ відповідно до проекту угоди. Суд постановив, що Угода несумісна зі статтею 6(2) ДЄС. Його мотиви свідчать про те, що проект угоди (a) підриває автономію Суду; (b) дозволив другий механізм вирішення суперечок між державами-членами проти договорів; (c) система «ко-відповідач», яка дозволяла ЄС і державі-члену пред’являти позов разом, дозволяла ЄСПЛ нелегітимно тлумачити право ЄС і розподіляти відповідальність між ЄС і державами-членами; (d) не дозволив Суду вирішувати, чи питання права вже було розглянуто до того, як ЄСПЛ розглянув справу; та (e) ЄСПЛ незаконно отримав повноваження щодо судового перегляду спільної зовнішньої політики та політики безпеки.
153. Перш ніж розпочати будь-який аналіз запиту Комісії, слід зазначити як попередній момент, що, на відміну від чинного законодавства Співтовариства, коли Суд видав Висновок 2/94 (EU:C:1996:140), приєднання ЄС до ЄКПЛ з моменту набуття чинності Лісабонського договору мало конкретну правову основу у вигляді статті 6 ДЄС.

154. Однак це приєднання все ще характеризувалося б значними відмінними рисами.
155. З моменту прийняття ЄКПЛ учасниками ЄКПЛ можуть бути лише державні суб’єкти, що пояснює, чому на сьогоднішній день вона є обов’язковою лише для держав. Це також підтверджується тим фактом, що для того, щоб забезпечити продовження вступу ЄС, не тільки були внесені зміни до статті 59 ЄКПЛ, але й сама передбачена угода містить низку поправок до ЄКПЛ, які мають зробити вступ оперативним у межах систему, встановлену самим ЄСПЛ.
156. Ці поправки виправдані саме тому, що, на відміну від будь-якої іншої Договірної сторони, згідно з міжнародним правом ЄС не може вважатися державою за своєю природою.
157. Як неодноразово зазначав Суд ЄС, засновницькі договори ЄС, на відміну від звичайних міжнародних договорів, встановили новий правовий порядок, що має власні інститути, на користь яких держави-члени обмежили свої суверенні права, в дедалі ширших сфер, суб’єктами яких є не лише ці держави, а й їхні громадяни (див., зокрема, рішення у справі van Gend & Loos, 26/62, EU:C:1963:1, с. 12, та Costa, 6/64, EU:C:1964:66, р. 593, і Висновок 1/09, EU:C:2011:123, параграф 65).
158. Той факт, що ЄС має новий вид правового порядку, характер якого є властивим ЄС, його власні конституційні рамки та основоположні принципи, особливо складну інституційну структуру та повний набір правових норм для забезпечення його функціонування, має наслідки щодо процедури та умов приєднання до ЄКПЛ.
159. Саме для того, щоб забезпечити врахування цієї ситуації, Договори обумовлюють приєднання дотриманням різних умов.
160. Таким чином, по-перше, передбачивши, що ЄС повинен приєднатися до ЄКПЛ, стаття 6(2) ДЄС чітко визначає на початку, у другому реченні, що «таке приєднання не впливає на компетенцію Союзу як визначено в Договорах».
161. Далі, Протокол № 8 ЄС, який має таку саму юридичну силу, як і Договори, передбачає, зокрема, що угода про приєднання передбачає збереження специфічних характеристик ЄС і права ЄС і гарантує, що приєднання не впливає на компетенцію ЄС або повноважень його інституцій, або ситуації держав-членів щодо ЄКПЛ, або навіть статті 344 ДФЄС.
162. Нарешті, у Декларації про статтю 6(2) Договору про Європейський Союз Міжурядова конференція, яка прийняла Лісабонський договір, погодилася, що приєднання має бути організовано таким чином, щоб зберегти особливі риси права ЄС.
163. Виконуючи завдання, покладене на нього першим абзацом статті 19(1) ДЄС, Суд ЄС повинен перевірити, зокрема, у світлі цих положень, чи правові домовленості, запропоновані щодо приєднання ЄС, до ЄКПЛ відповідають встановленим вимогам і, загалом, основній конституційній хартії, Договорам (рішення у справі «Les Verts проти Парламенту», 294/83, EU:C:1986:166, пункт 23 ).
[...]
a) Особливості та автономія права ЄС
179. Необхідно мати на увазі, що відповідно до статті 6(3) ДЄС основні права, гарантовані ЄКПЛ, становлять загальні принципи законодавства ЄС. Однак, оскільки ЄС не приєднався до ЄКПЛ, остання не є правовим інструментом, який був офіційно включений до правового порядку ЄС (див., щодо цього, рішення у справі «Kamberaj», C‑571 /10, EU:C:2012:233, пункт 60, і Åkerberg Fransson, EU:C:2013:105, пункт 44).
180. Навпаки, у результаті приєднання ЄС ЄКПЛ, як і будь-яка інша міжнародна угода, укладена ЄС, буде, згідно зі статтею 216(2) ДФЄС, мати обов’язкову силу для інститутів ЄС та його держав-членів. , і, отже, стане невід’ємною частиною законодавства ЄС (рішення у справі Haegeman, 181/73, EU:C:1974:41, пункт 5; Висновок 1/91, EU:C:1991:490, пункт 37 ; рішення у справах «IATA та ELFAA», C-344/04, EU:C:2006:10, пункт 36, та «Air Transport Association of America and Others», C-366/10, EU:C :2011:864, параграф 73).
181. Відповідно, ЄС, як і будь-яка інша Договірна сторона, підлягатиме зовнішньому контролю з метою забезпечення дотримання прав і свобод, які ЄС зобов’язується поважати відповідно до статті 1 ЄКПЛ. У цьому контексті ЄС та його інституції, включно з Судом ЄС, будуть підкорятися механізмам контролю, передбаченим ЄКПЛ, і, зокрема, рішенням і рішенням ЄСПЛ.
182. Правда, Суд ЄС уже зазначив у цьому відношенні, що міжнародна угода, яка передбачає створення суду, відповідального за тлумачення її положень і чиї рішення є обов’язковими для інституцій, включаючи Суд ЄС, не є принцип, несумісний із правом ЄС; це особливо стосується випадків, коли, як у цьому випадку, укладення такої угоди передбачено самими Договорами. Компетенція ЄС у сфері міжнародних відносин та його здатність укладати міжнародні угоди обов’язково передбачає повноваження підкорятися рішенням суду, створеного або призначеного такими угодами, щодо тлумачення та застосування їх положень (див. « «Думки 1/91», EU:C:1991:490, пункти 40 і 70, і 1/09, EU:C:2011:123, пункт 74).
183. Тим не менш, Суд ЄС також заявив, що міжнародна угода може вплинути на його власні повноваження лише в тому випадку, якщо виконуються необхідні умови для збереження основного характеру цих повноважень і, отже, немає негативного впливу на автономію ЄС правовий порядок (див. Висновки 1/00, EU:C:2002:231, пункти 21, 23 і 26, і 1/09, EU:C:2011:123, параграф 76; див. також, з цього приводу, рішення у справі « «Kadi and Al Barakaat International Foundation v Council and Commission», EU:C:2008:461, пункт 282).
184. Зокрема, будь-які дії органів, наділених ЄСПЛ повноваженнями приймати рішення, як це передбачено у передбаченій угоді, не повинні мати наслідком зобов’язання ЄС та його інституцій під час виконання їхніх внутрішніх повноважень конкретне тлумачення норм законодавства ЄС (див. Опінії 1/91, EU:C:1991:490, пункти 30-35, і 1/00, EU:C:2002:231, пункт 13).
[...]
187. ... Стаття 53 Хартії передбачає, що ніщо в ній не можна тлумачити як таке, що обмежує або негативно впливає на основні права, визнані у відповідних сферах застосування законодавством ЄС і міжнародним правом, а також міжнародними угодами, до яких ЄС або усі держави-члени є сторонами, включаючи ЄСПЛ, і відповідно до конституцій держав-членів.
188. Суд ЄС витлумачив це положення як таке, що застосування національних стандартів захисту основних прав не повинно ставити під загрозу рівень захисту, передбачений Хартією, або примат, єдність і ефективність права ЄС (рішення у справі  Melloni, EU:C:2013:107, пункт 60).
[...]
199. Через відсутність будь-яких положень щодо зв’язку між механізмом, встановленим Протоколом № 16, і процедурою попереднього вирішення, передбаченою статтею 267 ДФЄС, передбачена угода може негативно вплинути на автономію та ефективність останньої процедури.
200. Беручи до уваги вищевикладене, слід вважати, що приєднання ЄС до ЄКПЛ, як це передбачено проектом угоди, може негативно вплинути на особливі характеристики права ЄС та його автономію.
b) стаття 344 ДФЕС
201. Суд постійно постановляв, що міжнародна угода не може впливати на розподіл повноважень, закріплених у Договорах, або, як наслідок, на автономію правової системи ЄС, дотримання якої забезпечується Судом. Цей принцип, зокрема, закріплено в статті 344 ДФЄС, згідно з якою держави-члени зобов’язуються не передавати спір щодо тлумачення або застосування Договорів на будь-який спосіб врегулювання, крім тих, які передбачені в них ...
[...]
207. Стаття 5 проекту угоди лише скорочує обсяг зобов’язань, встановлених статтею 55 ЄКПЛ, але все ще допускає можливість того, що ЄС або держави-члени можуть подати заяву до ЄСПЛ відповідно до статті 33 ЄКПЛ. , щодо ймовірного порушення державою-членом або ЄС, відповідно, у поєднанні з законодавством ЄС.
208. Саме існування такої можливості підриває вимогу, викладену в статті 344 ДФЄС.
[...]
в) механізм співвідповідача
215. Механізм співвідповідача було запроваджено, як випливає з параграфа 39 проекту пояснювальної доповіді, щоб «уникнути прогалин у участі, підзвітності та можливості виконання в системі [ЄКПЛ]», прогалин, які через конкретні характеристики ЄС, можуть бути результатом його приєднання до ЄСПЛ.
216. Крім того, цей механізм також має на меті гарантувати, що відповідно до вимог статті 1(b) Протоколу № 8 ЄС провадження державами, що не є членами ЄС, та індивідуальні заяви правильно адресовані державам-членам та/або ЄС відповідно.
[...]
235. Беручи до уваги вищевикладене, слід вважати, що механізми функціонування механізму співвідповідача, встановлені передбаченою угодою, не забезпечують збереження специфічних характеристик ЄС і права ЄС.
d) Процедура попереднього залучення Суду
236. Це правда, що необхідність процедури попереднього залучення Суду, як показує параграф 65 проекту пояснювальної доповіді, пов’язана з повагою до субсидіарного характеру механізму контролю, встановленого ЄСПЛ, як зазначено до пункту 19 цього Висновку. Проте слід також зазначити, що ця процедура також необхідна з метою забезпечення належного функціонування судової системи ЄС.
237. У цьому контексті необхідність попереднього залучення Суду до розгляду справи, поданої до ЄСПЛ, у якій йдеться про право ЄС, відповідає вимозі, що компетенція ЄС і повноваження його установ, зокрема Суду, правосуддя, зберігатися, як того вимагає стаття 2 Протоколу № 8 ЄС.
[...]
247. Відповідно, обмеження обсягу процедури попереднього залучення, у випадку вторинного права, виключно питаннями дійсності негативно впливає на компетенцію ЄС і повноваження Суду, оскільки не дозволяє Суду забезпечувати остаточне тлумачення вторинного законодавства в світлі прав, гарантованих ЄКПЛ.
248. Беручи до уваги вищевикладене, слід вважати, що механізми функціонування процедури попереднього залучення Суду, передбачені угодою, що передбачається, не дозволяють конкретні характеристики ЄС і права ЄС бути збереглися.
e) Специфічні характеристики законодавства ЄС щодо судового перегляду у справах СЗППБ
249. З другого абзацу статті 24(1) ДЄС очевидно, що стосовно положень Договорів, які регулюють СЗППБ, Суд ЄС має юрисдикцію лише контролювати дотримання статті 40 ДЄС та переглядати законність певні рішення, як це передбачено частиною другою статті 275 ДФЄС.
250. Відповідно до останнього положення, Суд має юрисдикцію, зокрема, приймати рішення щодо провадження, розпочатого відповідно до умов, викладених у четвертому абзаці статті 263 ДФЄС, переглядаючи законність рішень, які передбачають обмежувальні дії. заходи проти фізичних або юридичних осіб, ухвалені Радою на основі глави 2 розділу V Договору про ЄС.
[...]
257. Таким чином, хоча це є наслідком того, як повноваження Суду структуровані на даний момент, факт залишається фактом, що передбачена угода не враховує специфічні характеристики права ЄС щодо судового перегляду актів, дій чи упущення з боку ЄС у питаннях СЗППБ.
258. У світлі всіх вищезазначених міркувань слід вважати, що передбачена угода не сумісна зі статтею 6(2) ДЄС або з Протоколом № 8 ЄС у тому, що:
- це може негативно вплинути на специфічні характеристики та автономію законодавства ЄС, оскільки воно не забезпечує узгодженості між статтею 53 ЄКПЛ та статтею 53 Хартії, не запобігає ризику того, що принцип взаємності держав-членів довіра згідно із законодавством ЄС може бути підірвана, і не містить положень щодо взаємозв’язку між механізмом, встановленим Протоколом № 16, і процедурою попереднього вирішення, передбаченою статтею 267 ДФЄС;
- це може вплинути на статтю 344 ДФЄС, оскільки це не виключає можливості виникнення суперечок між державами-членами або між державами-членами та ЄС щодо застосування ЄКПЛ у межах сфери дії ratione materiae права ЄС, які подаються до ЄСПЛ ;
- воно не встановлює механізми функціонування механізму співвідповідача та процедуру попереднього залучення Суду ЄС, які дозволяють зберегти особливі характеристики ЄС та права ЄС; і
- воно не враховує специфічні характеристики законодавства ЄС щодо судового перегляду дій, дій чи бездіяльності з боку ЄС у питаннях СЗППБ, оскільки воно доручає судовий перегляд деяких із цих актів, дій чи бездіяльності виключно органам, що не входять до ЄС.